# Fálkar
Fálkar – ścieżka dźwiękowa do filmu Falcons (po islandzku: Fálkar) w reżyserii Friðrik Þór Friðriksson z roku 2002.
Tych 12 utworów tworzą różnorodni artyści islandzcy - od Hilmara Örn Hilmarsson'a, który był odpowiedzialny za kompozycje muzyczną na płycie, po Mínus, Múm i Daníela Ágúst Haraldsson'a (były członek grupy GusGus) oraz wiele innych.
Odtwórca głównej roli w filmie, Keith Carradine pojawia się również na płycie - dwa razy - w piosence "Northern Light", (jedna z nich jest instrumentalna).
Muzyka została nagrana w People’s Studio, w Reykjavíku.

## Informacje o płycie
- Muzyka skomponowana, zaaranżowana i wyprodukowana przez: Hilmar Örn Hilmarsson.
- Gitara: Guðlaugur Kristinn Óttarsson, Jón Þór Birgisson, Kristján Edelstein i Orri Hardarson
- Bas: Georg Bjarnason i Tómas Magnús Tómasson.
- Perkusja: Birgir Baldursson.
- Wiolonczela: Stefán Örn Arnarson.